# ستيفن سايكس
ستيفن سايكس (بالإنجليزية: Stephen Sykes)‏ هو أستاذ جامعي وقسيس بريطاني، ولد في 1 أغسطس 1939 في برستل في المملكة المتحدة، وتوفي في 25 سبتمبر 2014 في إنجلترا في المملكة المتحدة.

## وصلات خارجية
- ستيفن سايكس على موقع ميوزك برينز (الإنجليزية)